# Skalinek wielkogłowy
Skalinek wielkogłowy (Petroica macrocephala) – gatunek małego ptaka z rodziny skalinkowatych (Petroicidae). Jest gatunkiem endemicznym występującym w Nowej Zelandii.

## Podgatunki
Wyróżniono kilka podgatunków P. macrocephala:
- skalinek białobrzuchy (P. macrocephala toitoi) – Wyspa Północna i pobliskie wyspy.
- skalinek wielkogłowy (P. macrocephala macrocephala) – Wyspa Południowa, Wyspa Stewart i pobliskie wyspy.
- skalinek smolisty (P. macrocephala dannefaerdi) – Wyspy Snares. Przez część systematyków uznawany za odrębny gatunek[2].
- skalinek czarnorzytny (P. macrocephala chathamensis) – Wyspy Chatham.
- skalinek żółtobrzuchy (P. macrocephala marrineri) – Wyspa Auckland.

## Morfologia
Długość ciała 13 cm; masa ciała 11–13 g.

## Status
IUCN uznaje skalinka wielkogłowego za gatunek najmniejszej troski (LC – Least Concern). Liczebność populacji nie została oszacowana, ale ptak ten opisywany jest jako lokalnie pospolity. Trend liczebności populacji uznawany jest za spadkowy.
Od 2016 roku IUCN za osobny gatunek uznaje skalinka smolistego (P. (m.) dannefaerdi), klasyfikuje go jako gatunek narażony (VU – Vulnerable), Jego liczebność ocenia się na 250–999 dorosłych osobników, a trend liczebności uznaje się za stabilny.